# Ейтвейк
Ейтвейк (нід. Uitwijk) — село в нідерландській провінції Північний Брабант. Входить до муніципалітету Алтена.
Перша згадка про населений пункт датується 1108 роком.